# Skies of Arcadia
Skies of Arcadia is een computerrollenspel ontwikkeld door Overworks en uitgegeven door Sega in 2000 voor de Dreamcast. Een versie voor de GameCube volgde twee jaar later onder de titel Skies of Arcadia Legends.

## Spel
Het spel is een traditioneel rollenspel met beurtelingse gevechten en toegekende ervaringspunten, maar richt zich meer op het verkennen van gebieden vanuit een luchtschip.

## Gameplay
De gameplay is vergelijkbaar met die van de spelseries Final Fantasy en Dragon Quest. De speler bestuurt de hoofdpersoon die in een gevecht raakt met vijanden waarmee ervaringspunten (experience points of XP) kan worden verkregen. De hoofdwereld is verdeeld in zes gebieden die eerst nog leeg zijn. Naarmate het spel verloopt zal steeds meer zichtbaar zijn.
Door het bezoeken van steden kan het personage sterkere voorwerpen en uitrusting krijgen. Ook zijn daar niet-speelbare personages die meer vertellen over het verhaal. De kerkers hebben de vorm van een doolhof. Hier vinden gevechten plaats met vijanden, en er zijn schatkisten met speciale voorwerpen. Voordat de speler de kerker kan verlaten moet men eerst tegen een eindbaas vechten.

## Personages
De speler bestuurt hoofdzakelijk Vyse, samen met een groep van vier andere personages.
- Vyse, hoofdfiguur en 17-jarig lid van de 'Blue Rogue' luchtpiraten.
- Aika, beste jeugdvriendin van Vyse en medelid van de 'Blue Rogue'.
- Fina, een van de overlevenden van de 'Silver Civilization'.
- Drachma, een oudere man die zijn mechanische rechterarm gebruikt tijdens gevechten.
- Gilder, de kapitein van het piratenschip Claudia. Relaxt en avontuurlijk.
- Enrique, de kroonprins van het 'Valuan Empire'. Nobel en heldhaftig.

## Ontvangst
Skies of Arcadia ontving positieve recensies en was een van de best beoordeelde Dreamcast spellen. Nadat Sega stopte met het produceren van spelcomputers werd het spel twee jaar later uitgebracht voor de GameCube. Die versie, genaamd Skies of Arcadia Legends, ontving iets lagere scores. Dit was voornamelijk vanwege de slechts minimaal betere graphics.
| Publicatie   | Score                   |
| ------------ | ----------------------- |
| Metacritic   | 93% (DC) 84% (GC)       |
| GameRankings | 83/100 (DC) 85/100 (GC) |
| Edge         | 8/10                    |
| EGM          | 9,4/10                  |
| GameSpot     | 9,2/10                  |
| IGN          | 9,2 (DC) 8,5 (GC)       |

## Trivia
- Het spel is opgenomen in het boek 1001 Video Games You Must Play Before You Die van Tony Mott.